# 잠수몬
《잠수몬》은 디지털 몬스터에 나오는 아머체의 수서형 디지몬이다. 필살기는 옥시겐 호밍이다. 원판 이름은 서브마리몬(SUBMARIMON, サブマリモン).

## 소개
아르마몬이 성실의 디지멘탈에 의해 아머진화한 형태.

## 에피소드

### 파워 디지몬
성우는 손정아. 첫등장은 16화(한국판 기준으로 15화).